# Zollfeld

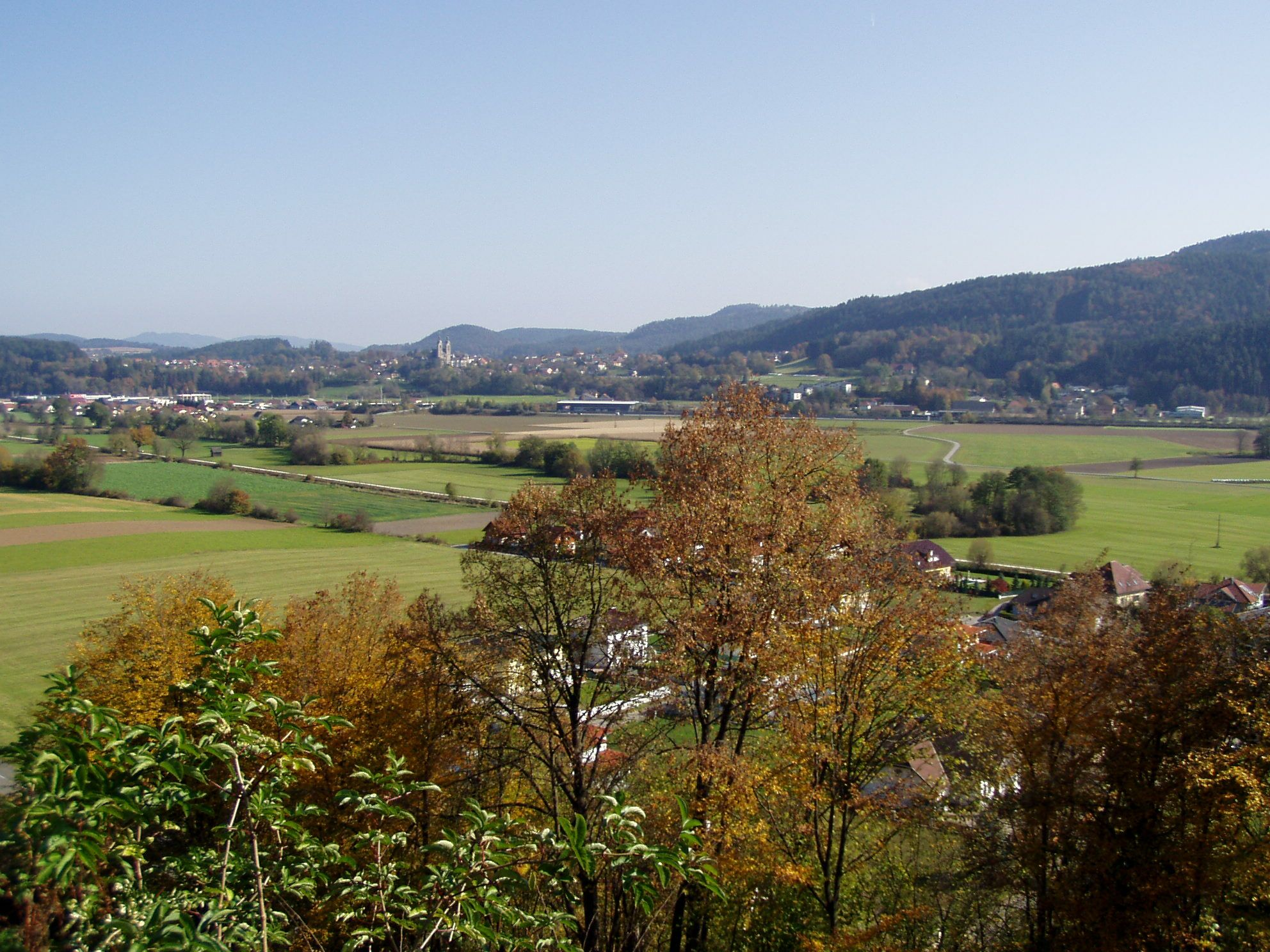
Blick von Karnburg nach Maria Saal

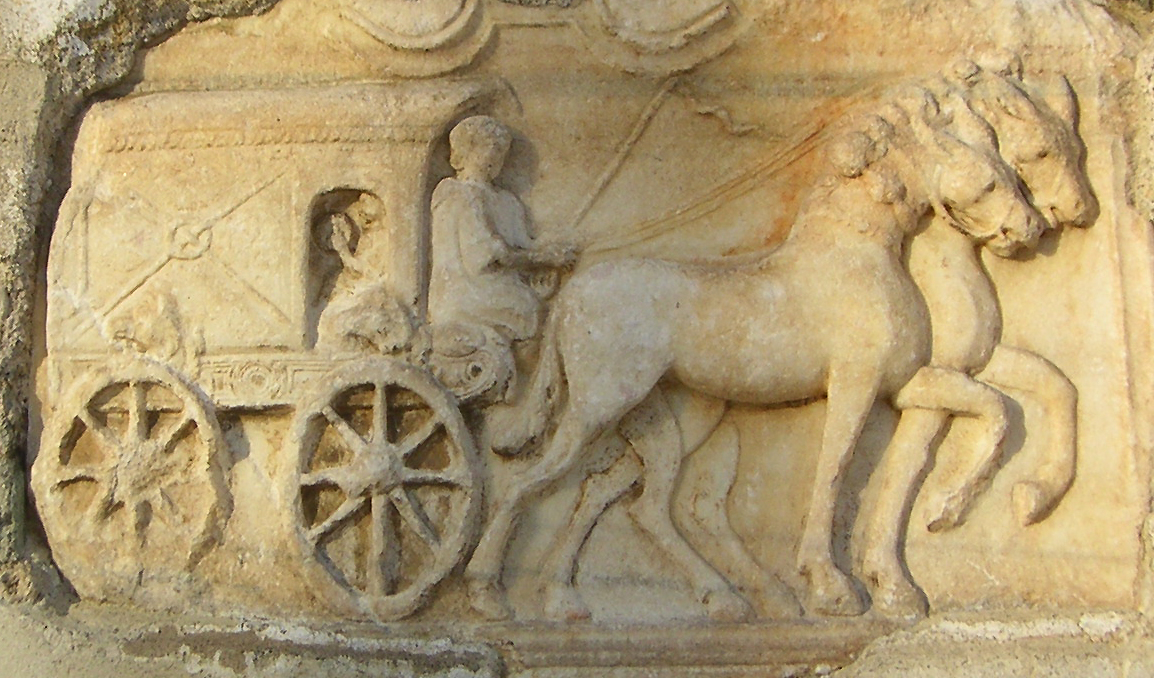
Römisches Steinrelief, eingemauert an der Außenwand der Marienkirche in Maria Saal

Das Zollfeld (slow. Gosposvetsko polje, sinngemäße Übersetzung Liebfrauenfeld) ist eine fruchtbare Ebene in Kärnten im Süden Österreichs. Sie ist ein Ausläufer des Klagenfurter Beckens nördlich von Klagenfurt und erstreckt sich bis Sankt Veit an der Glan, der früheren Landeshauptstadt. Das Zollfeld wird von der Glan durchflossen und ist eine der ältesten Kulturlandschaften Kärntens, es war lange Zeit kulturelles und politisches Zentrum der antiken römischen Provinz Noricum, des von Alpenslawen dominierten Fürstentums Karantanien und später Kärntens. 
Im Südosten der Ebene liegt der Ort Maria Saal (slowenisch Gospa sveta), etwas nördlich am Fuß des Magdalensbergs gelegen finden sich heute noch die Ruinen von Virunum, der Hauptstadt der Provinz Noricum. Die ersten bekannten Siedlungen stammen schon aus der Hallstattzeit, wie Funde am Maria Saaler Berg zeigen. Seitdem war das Gebiet in jeder Zeitepoche besiedelt. Um 830 wurde eine karolingische Pfalz am Fuß des Ulrichsbergs errichtet, das heutige Karnburg. 
Der Name „Zollfeld“ stammt aus der Zeit um 976, als das Herzogtum Kärnten nach der Abtrennung vom Herzogtum Bayern Eigenständigkeit erlangte. Aus dieser Zeit sind zwei bedeutende Denkmäler erhalten, die für die Kärntner Herzogseinsetzung eine Rolle spielten. Es sind dies der Herzogstuhl, ursprünglich ein Grabstein eines Bewohners des altrömischen Virunum, und der Fürstenstein in Karnburg, der heute im großen Wappensaal des Landhauses in Klagenfurt steht.